# 芹洞站
芹洞站（韓語：근동역）是朝鮮民主主義人民共和國咸镜北道清津市松坪区域的一個鐵路車站，属于康德線和芹洞線。

## 邻近车站
康德線
康德站 - 芹洞站 - 輸城站
芹洞線
清津操車場 - 康德站